# Omran Jesmi
Omran Jesmi (Emiratos Árabes Unidos; 1 de septiembre de 1976) es un exfutbolista de los Emiratos Árabes Unidos que jugaba en la posición de defensa.

## Carrera

### Club
| Periodo   | Club         |
| --------- | ------------ |
| 2000–2007 | Al-Shaab CSC |
| 2007–2012 | Al-Jazira SC |

### Selección nacional
Jugó para Emiratos Árabes Unidos en dos ocasiones en la Copa Asiática 2004.

## Logros
- UAE Pro League (1): 2010-11
- Copa Presidente de Emiratos Árabes Unidos (2): 2010-11, 2011-12
- Copa de Liga de los Emiratos Árabes Unidos (1): 2009-10
- Copa de Clubes Campeones del Golfo (1): 2007